# Компаоре, Блез
Блез Компаоре́ (фр. Blaise Compaoré; род. 3 февраля 1951, Уагадугу, Французская Верхняя Вольта) — государственный, политический и военный деятель Буркина-Фасо; президент (1987—2014) и министр обороны Буркина-Фасо (2011—2014).

## Биография

### Военная карьера
Блез Компаоре родился 3 февраля 1951 года в Уагадугу, вырос в городе Зиниари в семье вождя. По этнической принадлежности — моси. Окончил католическую школу и педагогическое училище, затем добровольно пошёл служить в армию. В 1975 году Компаоре окончил военное училище в Камеруне, получил звание младшего лейтенанта. Проходил стажировку во Франции и в Марокко. В 1977 году он получил звание лейтенанта, а в 1982 году был произведён в капитаны. В 1981—1982 годах член Национального совета Вооружённых сил. В знак несогласия с проводимой военным режимом политикой в мае 1982 года он вышел из состава Совета. 7 ноября того же года в стране произошёл военный переворот под руководством Жана Батиста Уэдраого, ставшего новым главой государства. Компаоре стал членом Постоянного секретариата Совета народного спасения.
Руководил военным переворотом 4 августа 1983 года, в ходе которого был свергнут президент Уэдраого. После переворота стал членом секретариата Совета народного спасения. Новым президентом Верхней Вольты стал капитан Тома Санкара («Африканский Че Гевара»), который переименовал страну в Буркина-Фасо. В период с 1983 по 1987 год Компаоре являлся членом Национального совета революции, государственным министром-делегатом при канцелярии президента. С августа 1984 года он одновременно занимал пост министра юстиции.

### Президент
15 октября 1987 года организовал военный переворот, в ходе которого Санкара был убит, Компаоре стал президентом. 18 сентября 1989 года пережил попытку переворота во главе с министром обороны и безопасности майором Ж-Б. Лингани и министром экономического развития капитаном А. Зонго (расстреляны). После этого одновременно министр народной обороны и безопасности. 2 июня 1991 года в стране прошёл референдум, по итогам которого была принята новая конституция, установившая два 7-летних президентских срока. 1 декабря того же года состоялись президентские выборы, победу на которых одержал единственный кандидат — действующий президент Блез Компаоре, набравший 86 % голосов. Оппозиция тогда бойкотировала выборы.
На следующих президентских выборах, прошедших 15 ноября 1998 года, он был переизбран, набрав 87,5 % голосов. Однако девять наиболее влиятельных партий страны бойкотировали выборы, считая, что избирательная комиссия находится под контролем правительства.

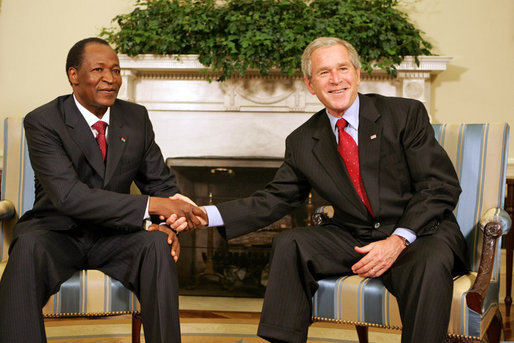
Блез Компаоре и президент США Джордж Буш, 2008 год.

В 2000 году в конституцию была внесена поправка, сокращавшая президентский срок с 7 до 5 лет, то есть президентский мандат для одного человека был ограничен двумя пятилетними сроками. В преддверии очередных выборов оппозиция потребовала от президента не участвовать в них, но Верховный суд Буркина-Фасо решил, что поправка 2000 года не может действовать задним числом, а потому Компаоре мог третий раз баллотироваться на новый срок. Представители президентской партии заявили, что поправка не может быть применена ретроактивно. 13 ноября 2005 года был в очередной раз переизбран, победив своих соперников с результатом 80,35 % голосов.
На президентских выборах, прошедших 21 ноября 2010 года набрал 80,15 % голосов избирателей. В следующем году в ночь на 15 апреля произошли волнения военных в казарме президентского полка, расположенной непосредственно у резиденции главы государства в столице страны. Охранникам президента удалось сначала вернуть нарушителей спокойствия в казарму, но затем они вырвались оттуда. Бунтовщики потребовали от президента выплаты обещанных денег на оплату жилья. Спустя некоторое время Компаоре отправил в отставку правительство и начальников штабов сухопутных войск, а также сместил командующего президентского полка. 22 апреля 2011 года Компаоре назначил себя министром обороны страны.

### Свержение
Взрыв общественного негодования, который привел к свержению Компаоре, был спровоцирован попыткой президента в очередной раз изменить конституцию с целью остаться у власти как минимум ещё на пять лет. 30 октября 2014 года, в день, когда парламент должен был принять гарантирующий ему это право пакет поправок в основной закон, тысячи демонстрантов, прорвав полицейские кордоны, ворвались на территорию Национальной ассамблеи. Они подожгли здание и, разогнав депутатов, сорвали заседание.
31 октября Компаоре по местному радио и телевидению заявил об отмене ЧП и своей отставке, сказав: «Я услышал сигнал. Я открыт для переговоров по поводу переходного периода, после которого власть в стране будет передана новому президенту, избранному демократическим путём» «в период, не превышающий 90 дней». По данным дипломатических источников, после этого он в составе вооруженной автоколонны направился в город По на юге страны, к границе с Ганой.
Представитель штаба вооружённых сил полковник Бурейма Фарт объявил десяткам тысяч протестующих, собравшихся у главного штаба армии, что «Компаоре более не находится у власти». Командующий вооруженными силами Буркина-Фасо генерал Оноре Траоре заявил, что берет на себя обязанности президента и поведёт страну к новым выборам:
Учитывая актуальность спасения нации, я решил, что я с этого дня возьму на себя ответственность главы государства. Я торжественно обязуясь незамедлительно приступить к консультациям со всеми сторонами страны с тем, чтобы начать процесс возвращения к конституционному порядку, как можно скорее.
Жена, Шанталь Компаоре, является племянницей бывшего президента Кот-д’Ивуара Ф. Уфуэ-Буаньи.
В августе 2021 года прокурор Верховного суда объявил, что начнётся судебный процесс над членами правительства, подозреваемыми в причастности к подавлению повстанческого движения 2014 года. Блеза Компаоре снова можно было вызвать для ответа на вопросы судей.

## Критика
Компаоре обвиняют в падении уровня жизни в связи с тем, что он отменил ряд реформ своего предшественника, Тома Санкара. В частности, Компаоре отменил процессы национализации, восстановил значительные жалования чиновникам и купил личный «Боинг» на средства, предназначавшиеся для реконструкции пригородов столицы Уагадугу. После своего переизбрания в 1991 году он получил под гарантии Франции кредит от МВФ на $67 миллионов.